# Skica za portret: Blaž Jurjev Trogiranin
Skica za portret: Blaž Jurjev Trogiranin je hrvatski dokumentarni film autorice Ane Marije Habjan o hrvatskom kasnogotičkom slikaru Blažu Jurjevu Trogiraninu.